# Nicole Melichar-Martinez
Nicole Melichar-Martinez (născută Melichar; n. 29 iulie 1993, Brno, Cehia) este o jucătoare americană de tenis specializată în locul de dublu.
S-a născut în Republica Cehă, dar locuiește în Florida la scurt timp după ce s-a născut. Sora ei mai mare, Jane, a jucat tenis, iar Melichar susține că a început sportul când avea doar un an.
Ea a câștigat zece titluri la dublu în Turul WTA și un titlu WTA 125 la dublu, precum și două titluri la simplu și șapte la dublu pe Circuitul ITF. În mai 2021, ea a ajuns pe locul 9 în clasamentul de dublu. 
Melichar a câștigat un titlu de Grand Slam, câștigând la dublu mixt la Campionatele de la Wimbledon 2018 cu partenerul austriac Alexander Peya. Ea este, de asemenea, finalistă de două ori de Grand Slam la dublu feminin, terminând ca finalistă la Campionatele de la Wimbledon 2018 cu Květa Peschke și la US Open 2020 cu Xu Yifan. 